# Эплинг, Карл Клосон
Карл Клосон Эплинг (англ. Carl Clawson Epling или англ. Carl Clawson Eppling; 15 апреля 1894, Waverly, Мичиган — 19 ноября 1968, Санта-Моника, Калифорния, США) — американский ботаник, профессор ботаники, почётный профессор ботаники, миколог, эволюционный биолог и почётный доктор юридических наук.

## Биография
Карл Клосон Эплинг родился 15 апреля 1894 года.
В 1922—1924 годах он был агентом Министерства сельского хозяйства США.
В 1944—1961 годах Эплинг был систематиком на Сельскохозяйственной экспериментальной станции.
В 1945—1961 годах Карл Клосон Эплинг был профессором ботаники Калифорнийского университета в Лос-Анджелесе. В 1961 году Эплинг стал почётным профессором ботаники. В 1963 году он стал почётным доктором юридических наук Калифорнийского университета в Лос-Анджелесе.
Ранние исследования Эплинга были сосредоточены на систематике, особенно американских растений семейства Яснотковые, но возрастающий интерес к эволюционным исследованиям привёл его к генетике, биогеографии и экспериментальному подходу.
Он внёс значительный вклад в ботанику, описав множество видов семенных растений.
Карл Клосон Эплинг умер в городе Санта-Моника 17 ноября 1968 года.

## Научная деятельность
Карл Клосон Эплинг специализировался на семенных растениях и на микологии.

## Публикации
- 1944: «Contributions to the Genetics, Taxonomy, and Ecology of Drosophila pseudoobscura and Its Relatives» in Carnegie Institution of Washington Publication 554, with Theodosius Dobzhansky[4].